# ピンク・レディー (カクテル)
ピンク・レディー（英語: Pink Lady）は、ジンをベースとするカクテルであり、ショートドリンクに分類される。グレナデン・シロップと卵白を使うため、ピンク色に見える。ピンク・レディと記すこともある。
20世紀前半に誕生したカクテルのうち、もっともポピュラーなカクテルの1つ。

## 概要
発祥の地はイギリスである。1912年にイギリスで上演されていたミュージカル『ピンク・レディー』にちなんでおり、主演女優のヘーゼル・ドーンに対して打ち上げパーティの席上で捧げられたのが最初である。
なお、日本のアイドルデュオ・ピンク・レディーの名前は、このカクテルから都倉俊一が命名した。日本では、アイドルのピンク・レディーが活躍した時代にカクテルも人気を博した。

## レシピの例
レシピの例を以下に記す。
材料
- ジン - 45 ml
- グレナデン・シロップ - 20ml
- 卵白（鶏卵） - 1個分

作り方
1. 氷と材料をシェイカーに入れ強くシェイクする。
2. ソーサー型のシャンパン・グラス、または大型のカクテル・グラスに注ぐ。

元来のレシピには以下のようにライムジュースとアップルジャックが加えられていた。
元来の材料
- ジン - 30ml
- アップルジャック - 30ml
- ライムジュース - 15ml
- グレナデン・シロップ - 10ml
- 卵白 - 10ml

## 類似するカクテル
上述のレシピの材料にレモンジュースやライムジュースを加えるピンク・レディーのレシピもあり、こちらも普及している。
ジュースを加えた材料構成はクローバー・クラブと同じになるため、「ジュースを使わないのが本来のピンク・レディー」という意見や、「レモンジュースの容量が増えるとクローバー・クラブ」という意見もある。
クローバー・クラブは禁酒法時代のアメリカ合衆国で誕生したカクテルであり、禁酒法撤廃後はピンク・レディーの印象が強くなっていった。
ブルー・レディ
グレナデンシロップをブルーキュラソーにかえる。
ホワイト・レディ
卵白を除き、ホワイトキュラソーを加える。